# Geophis bellus
Geophis bellus — вид змій родини полозових (Colubridae). Ендемік Панами.

## Поширення і екологія
Geophis bellus відомі з типової місцевості, розташованої на півдні Національного парку Чагрес, в районі гори Альтос-де-Пакора, на висоті 700 м над рівнем моря. Вони живуть у вологих тропічних лісах. 